# Apogonia transvaalensis
Apogonia transvaalensis är en skalbaggsart som beskrevs av Marc Lacroix 2008. Apogonia transvaalensis ingår i släktet Apogonia och familjen Melolonthidae. Inga underarter finns listade i Catalogue of Life.